# Майк Палматір
Майк Палматір (англ. Mike Palmateer, нар. 13 січня 1954, Торонто) — колишній канадський хокеїст, що грав на позиції воротаря.
Провів понад 300 матчів у Національній хокейній лізі. 

## Ігрова кар'єра
1974 року був обраний на драфті НХЛ під 85-м загальним номером командою «Торонто Мейпл-Ліфс».
Хокейну кар'єру розпочав 1976 року виступами за команду «Торонто Мейпл-Ліфс» в НХЛ.
Протягом професійної клубної ігрової кар'єри, що тривала 9 років, захищав кольори команд «Торонто Мейпл-Ліфс» та «Вашингтон Кепіталс».
У сезоні 1980/81 зробив найбільшу кількість результативних передач серед воротарів.
Загалом провів 356 матчів у НХЛ.

## Статистика
Регулярний сезон
| 1976-77      | «Торонто Мейпл-Ліфс» | НХЛ          | 50  | 23  | 18  | 8  | 2877  | 154  | 4  | 3.21 |
| 1977-78      | «Торонто Мейпл-Ліфс» | НХЛ          | 63  | 34  | 19  | 9  | 3760  | 172  | 5  | 2.74 |
| 1978-79      | «Торонто Мейпл-Ліфс» | НХЛ          | 58  | 26  | 21  | 10 | 3396  | 167  | 4  | 2.95 |
| 1979-80      | «Торонто Мейпл-Ліфс» | НХЛ          | 38  | 16  | 14  | 3  | 2039  | 125  | 2  | 3.68 |
| 1980-81      | «Вашингтон Кепіталс» | НХЛ          | 49  | 18  | 19  | 9  | 2679  | 173  | 2  | 3.87 |
| 1981-82      | «Вашингтон Кепіталс» | НХЛ          | 11  | 2   | 7   | 2  | 584   | 47   | 0  | 4.83 |
| 1982-83      | «Торонто Мейпл-Ліфс» | НХЛ          | 53  | 21  | 23  | 7  | 2965  | 197  | 0  | 3.99 |
| 1983-84      | «Торонто Мейпл-Ліфс» | НХЛ          | 34  | 9   | 17  | 4  | 1831  | 149  | 0  | 4.88 |
| Усього в НХЛ | Усього в НХЛ         | Усього в НХЛ | 356 | 149 | 138 | 52 | 19931 | 1184 | 17 | 3.52 |